# Crossville (Tennessee)
Crossville é uma cidade localizada no estado norte-americano de Tennessee, no Condado de Cumberland.

## Demografia
Segundo o censo norte-americano de 2000, a sua população era de 8981 habitantes.
Em 2006, foi estimada uma população de 10.840, um aumento de 1859 (20.7%).

## Geografia
De acordo com o United States Census Bureau tem uma área de
39,1 km², dos quais 38,2 km² cobertos por terra e 0,9 km² cobertos por água. Crossville localiza-se a aproximadamente 572 m acima do nível do mar.

## Localidades na vizinhança
O diagrama seguinte representa as localidades num raio de 32 km ao redor de Crossville.